# Chaitén (wulkan)
Chaitén – wulkan w Chile, w Andach Południowych.
Wulkan stanowi kaldera o średnicy 3 km, która jest wynikiem erupcji sprzed około 9400 lat. Osiąga ona wysokość 1122 m n.p.m.
Po kilku tysiącach lat braku aktywności, wulkan wybuchł ponownie 2 maja 2008. Erupcja wywołała powódź oraz lahary, które zniszczyły pobliskie miasto Chaitén, z którego ewakuowano wcześniej wszystkich mieszkańców.